# Chiesa dei Santi Vito, Modesto e Crescenzia (Badia Calavena)
La chiesa dei Santi Vito, Modesto e Crescenzia è la parrocchiale di Badia Calavena, in provincia e diocesi di Verona; fa parte del vicariato dell'Est Veronese, precisamente dell'Unità Pastorale Illasi - Tregnago - Vestene.

## Storia

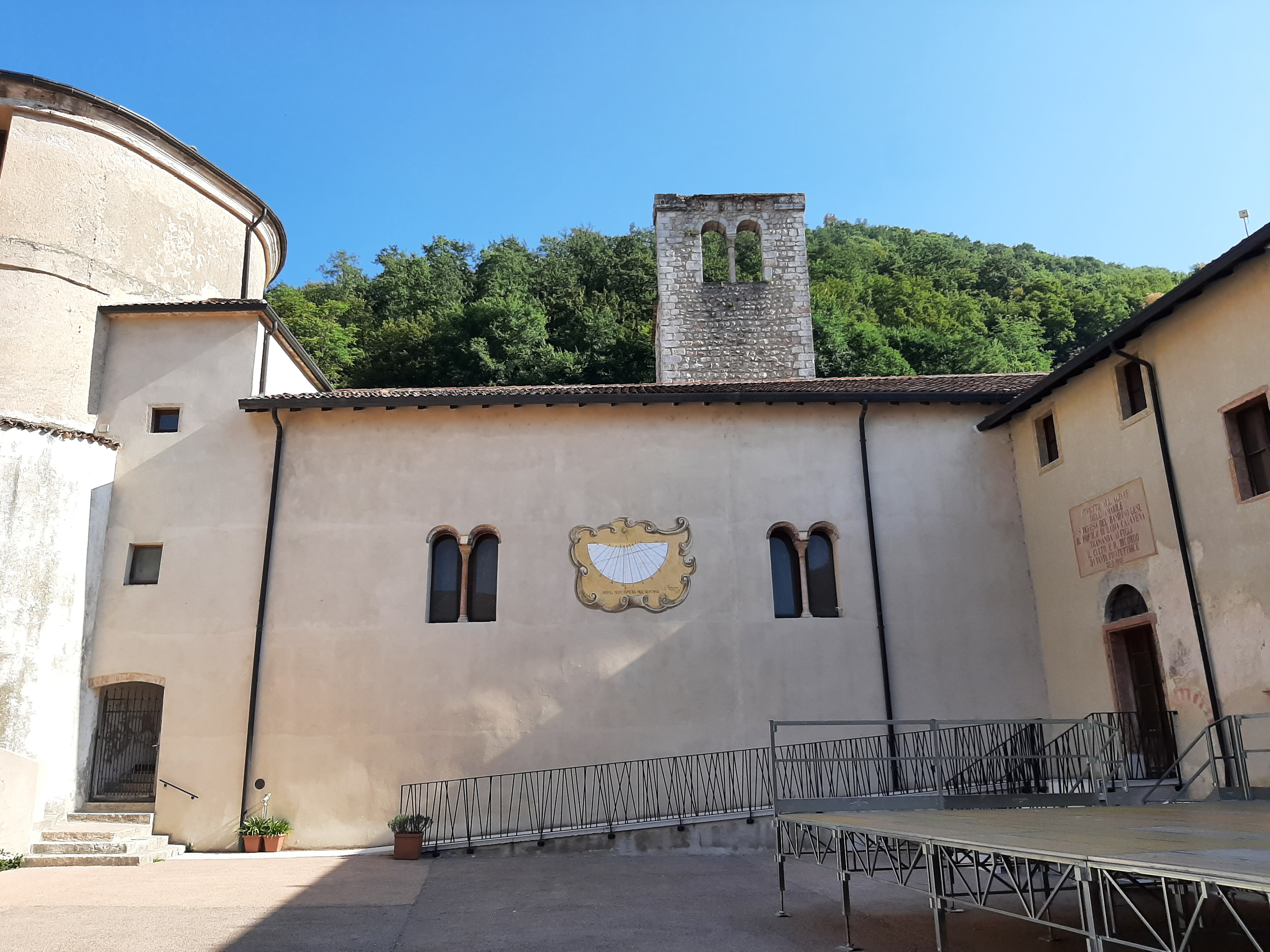
Badia Calavena - All'interno del chiostro è visibile l'antico campanile medievale, danneggiato dal terremoto del 1891.

Il primo edificio sacro, edificato assieme ad un monastero di modeste proporzioni, risale tra il IX e il X secolo.

Successivamente la primitiva chiesetta fu ampliata (forse in seguito alla distruzione dovuta al terremoto del 1117), formando una struttura a tre navate, probabilmente officiata in tale periodo da monaci di origine tedesca.

Un'ulteriore ristrutturazione fu voluta nel 1424, dall'abate commendatario Maffeo Maffei, che riuscì a realizzare anche il nuovo monastero.

Nel 1433 il monastero di Calavena fu affidato da Papa Eugenio IV alla Congregazione benedettina di Santa Giustina di Padova, come sussidio dell'abbazia di S. Nazaro di Verona.
 
Nel 1529 l'ultimo abate, Marco da Cremona, lascia Badia e sposta la sua residenza a Verona. Badia Calavena fu eretta in parrocchia autonoma, seppur retta da monaci di S. Nazaro residenti in loco.

L'edificio attuale, costruito tra il 1824 e il 1828 e consacrato il 3 agosto 1835, dedicato ai santi Vito, Modesto e Crescenzia, forse anche segno del definitivo declino della comunità monastica locale, occultò l'antica chiesa, privata della facciata, e mutilò il monastero del Maffei.
A causa del terremoto del 1891, si dovettero compiere lavori di ristrutturazione all'edificio, mentre il campanile medievale, ancora oggi visibile, fu seriamente danneggiato, tanto da essere sostituito dalla torre attuale.
Nuovi lavori di ristrutturazione sono stati compiuti tra il 2009 e il 2010 e tra il 2013 e il 2016.

## Descrizione

### La facciata
La facciata ottocentesca è neoclassica a facciata a capanna, con quattro paraste di ordine ionico che incorniciano il portale d'ingresso rettangolare e la finestra a lunetta soprastante.

Ai lati del portale vi sono due nicchie con le statue dei santi titolari, mentre al centro del timpano vi è il simbolo dell'occhio di Dio, inscritto in un cerchio da cui partono raggi di luce.

### Interno
L’interno è una grande aula ad unica volta continua, illuminata da due lunette per lato.

Il soffitto, affrescato agli inizi del XX secolo, presenta, come scena centrale, la gloria dei santi Vito, Modesto e Crescenzia, mentre, tra le finestre a lunetta, vi sono i simboli della Sapienza e della Fortezza.
Corrispondenti alle quattro finestre abbiamo i quattro altari laterali.

A destra troviamo gli altari del Crocifisso (1847) e della Sacra Famiglia, mentre a sinistra quelli di San Carlo Borromeo (1680, dunque antecedente all'attuale edificio) e della Madonna del Rosario.

Da segnalare la tela dell'altare di San Carlo, opera di Alessandro Turchi detto l'Orbetto raffigurante i Santi Carlo Borromeo, Antonio Abate, Leonardo, Biagio, e quella di Paolo Morando detto il Cavazzola. sopra la porta laterale destra, con la Vergine con il Bambino fra i Santi Benedetto e Giovanni Battista.
Sul pulpito ligneo ottocentesco è stata collocata una statua lignea policroma, a suo tempo presente nella chiesa sul Monte San Pietro. Certamente raffigura un pontefice, ma vi sono due ipotesi: o raffigura Lucio III, Papa che visitò il monastero badiota, o San Pietro in Cattedra.

Il manufatto è stato attribuito a Giovanni Zebellana, ma non vi è piena convinzione.
Ai lati della parete d'accesso al presbiterio, all'interno di due nicchie, trovano posto due statue in tufo raffiguranti Santa Scolastica a sinistra e San Benedetto a destra.

Nel presbiterio troviamo l'altare maggiore di stile barocco, ricco di marmi policromi, di possibile origine vicentina e con statue sugli archi dei due accessi al retro dell'altare maggiore (la statua di destra potrebbe raffigurare San Giovanni Nepomuceno).
L'abside semicircolare occupata dalla cantoria dell'organo.

## Campanile e campane
L’attuale torre campanaria, risalente ai primi anni del XX secolo, avanzata rispetto alla chiesa e a sinistra rispetto al suo asse, in modo da non ostacolare la visione della facciata, è a pianta quadrata.

Presenta lesene angolari in pietra locale e un orologio circolare sul lato ovest, quello rivolto verso la piazza

La cella campanaria, neoclassica, riprendendo così lo stile della facciata della chiesa, presenta una monofora per lato ed è sovrastata da un tamburo ottagonale su cui si erge una copertura a piramide composta da lastre di pietra locale.
Il concerto campanario collocato nella torre risulta composto da 5 campane in DO3 montate alla veronese ed elettrificate.

Questi i dati del concerto:
1 – DO3 - diametro 1382 mm - peso 1500 kg - Fusa nel 1912 da Fonderia Colbachini di Bassano del Grappa
2 - RE3 - diametro 1225 mm - peso 1050 kg - Fusa nel 1912 da Colbachini di Bassano del Grappa
3 - MI3 - diametro 1074 mm - peso 700 kg - Fusa nel 1912 da Colbachini di Bassano del Grappa
4 - FA3 - diametro 1009 mm - peso 590 kg - Fusa nel 1912 da Colbachini di Bassano del Grappa
5 - SOL3 - diametro 903 mm - peso 420 kg - Fusa nel 1912 da Colbachini di Bassano del Grappa.
Questo concerto sostituisce il precedente, composto sempre da 5 campane, fuse nel 1855 da Cavadini di Verona

## Il monastero dell'Abate Maffei

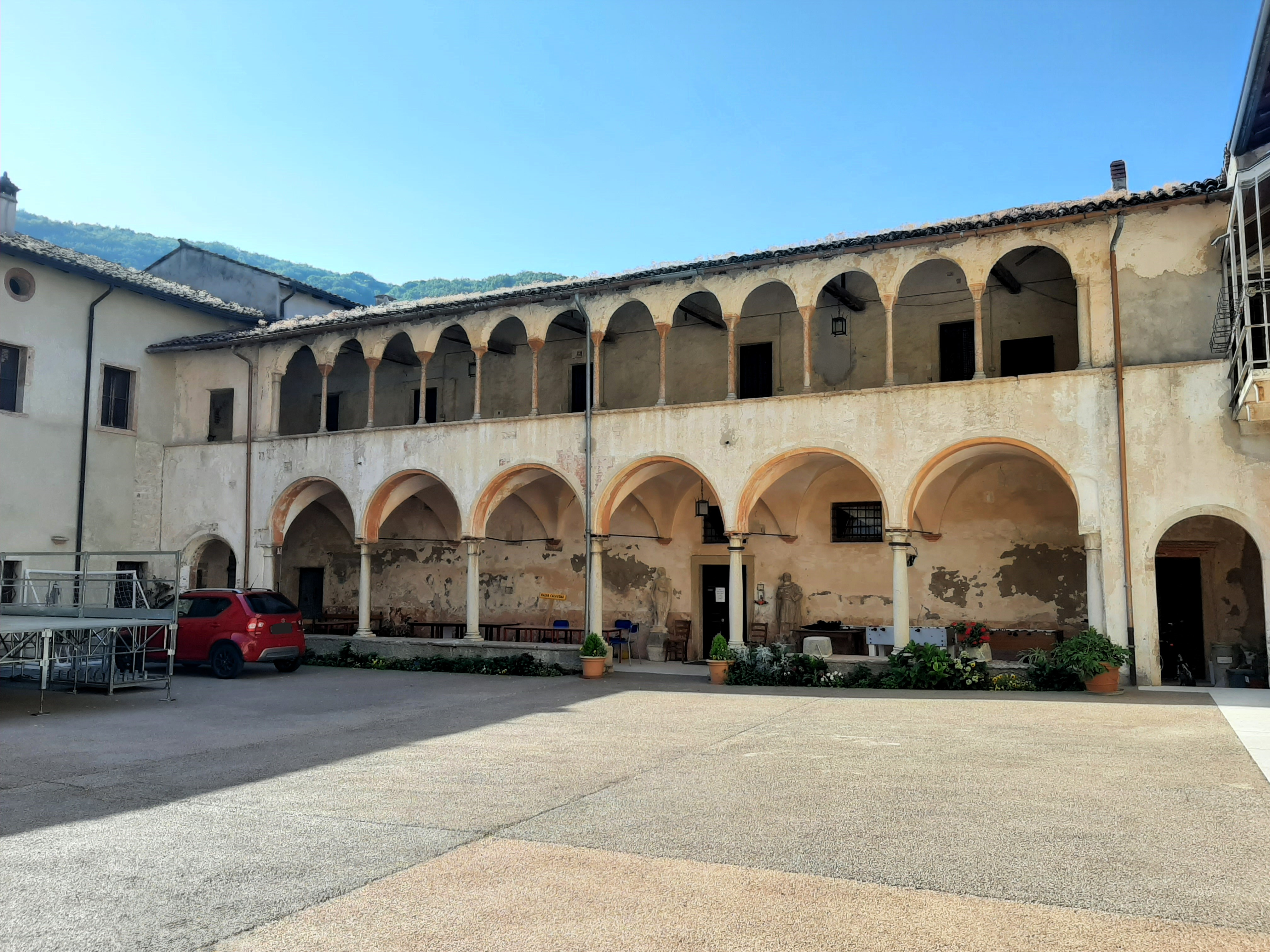
Porticato e loggiato del monastero dell'Abate Maffei.

Sulla destra della chiesa è ancora visibile l'unica parte del chiostro rimasta dopo la demolizione del monastero voluto dall'abate Maffei, con la sua doppia teoria di archi che formano il porticato e il sovrastante loggiato, oggi usata come canonica e per attività educative e religiose.

All'interno della canonica si trovano tracce di dipinti e di fregi, un soffitto in legno a cassettoni e una statua raffigurante San Vito, tutte opere del XV secolo.

Nell cantina della canonica è presente un pozzo alimentato da una sorgente a circa otto metri di profondità.
Sul lato nord del cortile vi è la vecchia chiesa quattrocentesca con il suo campanile, in gran parte crollato per il terremoto del 1891, che conserva una sola bifora romanica.